# Ольга Дьярматі
Ольга Дьярматі (також Дьормоті, угор. Gyarmati Olga; 5 жовтня 1924, Дебрецен, Угорщина — 27 жовтня 2013, Грінфілд, Массачусетс, США) — угорська легкоатлетка, олімпійська чемпіонка 1948.

## Біографія
Народилася в 1924 в Дебрецені. У 17-річному віці вперше стала чемпіонкою Угорщини, всього завойовувала цей титул 31 раз.
1948 року вона взяла участь в Олімпійських іграх в Лондоні, де завоювала золоту медаль у стрибках в довжину, а в стрибках у висоту була лише 17.
1952 року на Олімпійських іграх в Гельсінкі вона взяла участь в змаганнях зі стрибків у довжину, бігу на 200 м та естафеті 4 × 100 м, але не завоювала медалей.
У 1956 на Олімпійських іграх у Мельбурні в зв'язку з придушенням угорського повстання вона ухвалила рішення не повертатися на батьківщину, і емігрувала в США.

## Сім'я
В еміграції одружилася з письменником Томашем Ацелом.

## Рекорди
100 м
- 12.4 (1948)
- 12.2 (1950)
- 11,9 (1951)

200 м
- 25,6 (1950)
- 25,2 (1950)
- 24,8 (1951)

80 м
- 12.1 (1948)
- 11,9 (1948)
- 11,7 (1949)
- 11,4 (1950)
- 11.3 (1951)
- 11.2 (31 серпня 1955, Будапешт)
- 11.1 (1956)

Стрибки в довжину
- 563 (1948)
- 599 (1948)
- 623 (19 вересня 1953, Будапешт)